# Зіяабад (Шазанд)
Зіяабад (перс. ضيااباد) — село в Ірані, у дегестані Астане, у Центральному бахші, шагрестані Шазанд остану Марказі. За даними перепису 2006 року, його населення становило 621 особу, що проживали у складі 141 сім'ї.

## Клімат
Середня річна температура становить 10,02 °C, середня максимальна – 28,88 °C, а середня мінімальна – -12,24 °C. Середня річна кількість опадів – 270 мм.
| Клімат поселення                              | Клімат поселення | Клімат поселення | Клімат поселення | Клімат поселення | Клімат поселення | Клімат поселення | Клімат поселення | Клімат поселення | Клімат поселення | Клімат поселення | Клімат поселення | Клімат поселення | Клімат поселення |
| Показник                                      | Січ.             | Лют.             | Бер.             | Квіт.            | Трав.            | Черв.            | Лип.             | Серп.            | Вер.             | Жовт.            | Лист.            | Груд.            |                  |
| Середній максимум, °C                         | 4,42             | 6,48             | 10,31            | 17,04            | 22,28            | 27,26            | 28,77            | 28,88            | 24,06            | 17,72            | 11,10            | 5,88             |                  |
| Середня температура, °C                       | −3,92            | −1,85            | 2,00             | 8,71             | 13,95            | 18,94            | 23,10            | 23,24            | 18,41            | 12,06            | 5,44             | 0,21             |                  |
| Середній мінімум, °C                          | −12,24           | −10,18           | −6,34            | 0,38             | 5,62             | 10,61            | 17,44            | 17,58            | 12,75            | 6,41             | −0,2             | −5,44            |                  |
| Норма опадів, мм                              | 41               | 39               | 51               | 37               | 29               | 5                | 1                | 1                | 0                | 6                | 24               | 36               |                  |
| Середньомісячна швидкість вітру, м/с          | 1.13             | 2.34             | 2.82             | 2.88             | 2.26             | 2.16             | 2.03             | 1.94             | 2.09             | 1.71             | 1.82             | 1.32             |                  |
| Середньомісячна сонячна радіація, кДж/м²·день | 9671             | 12668            | 15295            | 18482            | 22602            | 27026            | 25939            | 24358            | 21526            | 16189            | 11306            | 9265             |                  |
| --------------------------------------------- | ---------------- | ---------------- | ---------------- | ---------------- | ---------------- | ---------------- | ---------------- | ---------------- | ---------------- | ---------------- | ---------------- | ---------------- | ---------------- |
| Джерело:                                      |                  |                  |                  |                  |                  |                  |                  |                  |                  |                  |                  |                  |                  |